# Martin Laing
Pour les articles homonymes, voir Laing.
Martin Laing, est un chef décorateur britannique connu pour son travail sur le film Titanic de James Cameron, dans lequel il a également joué le rôle du steward de pont.
Il a également participé au film Avatar.

## Biographie

### Parcours
Martin Laing fait des études de photographie et de beaux arts au Willesden College of Technology, une entité du College of North West London (en). Il commence à travailler pour le cinéma en 1985, puis après 8 ans en Angleterre, il déménage à Hollywood en 1993,.

### Famille
Il est le fils de Robert W. Laing, lui aussi chef décorateur.

## Filmographie (sélection)
- 1987 : Hope and Glory de John Boorman
- 1989 : Batman de Tim Burton
- 1994 : True Lies de James Cameron
- 1995 : Judge Dredd de Danny Cannon
- 1997 : Titanic de James Cameron
- 2001 : Pearl Harbor de Michael Bay
- 2009 : Terminator Renaissance (Terminator Salvation) de McG
- 2009 : Avatar de James Cameron
- 2010 : Le Choc des Titans (Clash of the Titans) de Louis Leterrier
- 2016 : Ninja Turtles 2 de Dave Green